# Peter Polaco
Peter Joseph (P.J.) Polaco (* 16. Oktober 1973 in Ozone Park, New York) ist ein US-amerikanischer Wrestler. Bekannt wurde er durch seine Auftritte bei Extreme Championship Wrestling und World Wrestling Entertainment als Justin Credible. 

## Karriere

### 1992–1997
Peter Polaco hatte 1992 als P. J. Walker seine ersten Wrestlingauftritte in der WCW. Dort wurde er anfänglich als Jobber eingesetzt. In der WCW erkannte man aber schnell sein Potential und ließ ihn schließlich auch in hochwertigeren Tag Team Matches antreten; so beispielsweise mit Mr. J.L. Seine ersten Auftritte in der World Wrestling Federation hatte er 1993, 1994 wurde er dort fest angestellt. Man gab ihm dort die Namen Aldo Montoya und Man O'war. Er trug eine Maske und man setzte ihn in Fehden mit Jeff Jarrett und Ted DiBiase ein. 1997 schickte die WWF Polaco in ihre Entwicklungsliga in Memphis.

### 1998–2000
1998 wechselte er zu Extreme Championship Wrestling, wo er unter dem Namen Justin Credible (aus dem englischen Just incredible = einfach unglaublich) aktiv war. Im Team mit Lance Storm durfte Polaco am 9. Januar 2000 die ECW Tag Team Titel gewinnen. Man löste das Team auf und schrieb ihn in Fehdenprogramme mit Sabu, Shane Douglas und Tommy Dreamer, bevor man Polaco am 3. März 2000 zusammen mit Storm erneut die Tag Team Titel gewinnen ließ. Am 22. April errang er schließlich den ECW World Heavyweight Titel, welchen er 5 Monate halten durfte.

### 2001-heute
Nachdem die ECW 2001 Insolvenz anmelden musste, kehrte Polaco in die WWF zurück. Hier hatte er im Team mit X-Pac mehrere Matches um die Tag Team Titel. Als Polaco später ins RAW-Roster kam, konnte er achtmal Hardcore Champion werden. Im Januar 2003 wurde er entlassen. Polaco arbeitete daraufhin für zahlreiche unabhängige Promotions, wie Xtreme Pro Wrestling und Major League Wrestling. Kurzzeitig hatte er auch Auftritte für Total Nonstop Action Wrestling und war 2005 in das Geschehen des ECW One Night Stand involviert. 2006 war er bei MTV's „Wrestling Society X“ zu sehen. Ebenfalls 2006 wurde er wieder von der WWE verpflichtet und als Teil der neuen ECW eingesetzt, wurde hier jedoch im Januar 2007 bereits wieder entlassen. Seitdem tritt Polaco in verschiedenen Independent-Ligen an. Mehrmals wurde er von Pro Wrestling Syndicate verpflichtet.

## Erfolge
- Extreme Championship Wrestling

- 1× ECW World Heavyweight Champion
- 2× ECW Tag-Team Championship (mit Lance Storm)

- Pro Pain Pro Wrestling

- 1× 3PW World Heavyweight Champion

- World Wrestling Entertainment

- 9× WWE Hardcore Champion

- andere Titel

- 1× RWF Heavyweight Champion
- 1× NEWA Tag Team Champion
- 1× Texas Wrestling Alliance Heavyweight Champion
- 3× PWF Universal Heavyweight Champion
- 1× ICW Heavyweight Champion